# تامی اتکینز در بوستان
«تامی اتکینز در بوستان» (انگلیسی: Tommy Atkins in the Park) یک فیلم کوتاه و صامت بریتانیایی به کارگردانی رابرت ویلیام پل است که در سال ۱۸۹۸ منتشر شد.